# Francesco Molinari-Pradelli
Francesco Molinari-Pradelli (Bolonha, 6 de julho de 1911 - Bolonha, 8 de agosto de 1996) foi um maestro italiano.
Francesco Molinari-Pradelli estudou piano e composição e Bolonha e continuou seus estudos na Academia Nacional de Santa Cecília em Roma, estudando condução de orquestra com Bernardino Molinari (com quem ele tinha parentesco). Ele graduou-se em 1938 em condução em Roma. No ano seguinte ele fez sua estreia como maestro em Bolonha com a ópera L'Elisir d'Amore de Gaetano Donizetti, tendo um grande sucesso que fez com que ele tivesse sua primeira turnê italiana, passando pelos teatros de Bergamo e Brescia. Em 1946 ele fez sua estreia no Teatro La Scala de Milão, o ano de reabertura do teatro depois do bombardeamento da Segunda Guerra Mundial. Fez sua estreia em 1956 no Covent Garden em Londres, dirigindo Renata Tebaldi na produção de Tosca de Giacomo Puccini. Em 1957 ele cruza o Oceano Atlântico para fazer sua estreia nos Estados Unidos conduzindo em São Francisco, tendo um enorme sucesso.
Molinari-Pradelli passou pelas grandes orquestras do mundo, incluindo Ópera Estatal de Viena e o Metropolitan Opera House. Pradelli também foi diretor da orquestra e do coro do Teatro da Ópera de Roma, a Academia Nacional de Santa Cecília, o Teatro Regio em Parma e o Teatro La Fenice de Veneza. Também fez inúmeras gravações com a Decca, EMI, Universal MG, Londres, RCA, Myto e tantas outras. Alguns dos célebres cantores que ele dirigiu incluem: Luciano Pavarotti, Birgit Nilsson, Nicolai Gedda, Joan Sutherland, Mario del Monaco, Renata Scotto e muitos outros.